# Podklanec (gmina Črnomelj)
Podklanec – wieś w Słowenii, w gminie Črnomelj. W 2018 roku liczyła 86 mieszkańców.